# Hans Gruhl
Hans Gruhl-Braams (* 25. Dezember 1921 in Bad Altheide, Landkreis Glatz, Provinz Niederschlesien; † 11. Oktober 1966 in München) war ein deutscher Schriftsteller.

## Leben
Hans Gruhl promovierte als Mediziner und Philologe und arbeitete zeitweise als Kinderarzt und Röntgenfacharzt.
Zunehmend widmete er sich der Schriftstellerei. Bekannt wurde er durch Unterhaltungsliteratur und Kriminalromane. Die stets heiter geschriebenen Geschichten sind häufig im Medizinermilieu angesiedelt.
Für die Filme Ich schwöre und gelobe (1959) und Heute kündigt mir mein Mann (1962) war Hans Gruhl als Drehbuchautor tätig.
Hans Gruhl starb durch – wahrscheinlich unabsichtliche – Selbsttötung. Vermutlich, um sich in eine Szene für einen neuen Roman hineinzuversetzen, setzte er sich eine Pistole, deren Magazin er vorher entleert hatte, an den Kopf und drückte ab. Hierbei hatte er offensichtlich die Patrone im Lauf der Waffe nicht bedacht.

## Erfolge
Insbesondere seine Romane um den Dackel Blasius (Liebe auf krummen Beinen und Ehe auf krummen Beinen) sind noch heute bekannt und beliebt.
Seine Kriminalromane Nimm Platz und stirb, Fünf tote alte Damen, Das vierte Skalpell und Die letzte Visite werden wiederholt als Hörspiele im Radio gesendet. 1973 folgte eine niederländische Produktion von Das vierte Skalpell (Het vierde scalpel) mit Peter Aryans.
Liebe auf krummen Beinen wurde 1959 nach einem Drehbuch von Herbert Reinecker mit Walter Giller, Liesl Karlstadt, Sonja Ziemann u. a. verfilmt.

## Werke (in Auswahl)

### Kriminalromane
- Das vierte Skalpell (1957)
- Fünf tote alte Damen (1960)
- Tödlicher Cocktail (1965)
- Nimm Platz und stirb (1967)
- Der Feigling (1969)
- Ganz in Weiß mit einem Totenstrauß (Romanheft, gekürzte Fassung von Das vierte Skalpell) (1969)
- Mit Mördern spielt man nicht (1969)
- Die letzte Visite (1973)
- Die lange Spur (1975)
- Nichts sprach für Mord (1975)
- Die Boten des Todes (1975)
- Tödlicher Cocktail – Vier Meisterpsychos (Zusammenstellung, enthält: Tödlicher Cocktail, Nichts sprach für Mord, Die lange Spur, Mit Mördern spielt man nicht) (1985)

### Andere Bücher
- Liebe auf krummen Beinen (1958)
- Ehe auf krummen Beinen (1959)

### Hörspieladaptionen
- Nimm Platz und stirb (1964) SFB, 187 Minuten, Bearbeitung: Hans Georg Berthold
- Fünf tote alte Damen (1965) SWF/WDR, 234 Minuten, Bearbeitung: Hans Georg Berthold
- Das vierte Skalpell (1968) SFB/WDR, 190 Minuten, Bearbeitung: Hans Georg Berthold
- Die letzte Visite (1969) SFB/WDR, 190 Minuten, Bearbeitung: Hans Georg Berthold
- Het vierde scalpel (1973) Niederlande, 4 Teile, Regie: Jacques Besançon, nach dem Roman Das vierte Skalpell von Hans Gruhl
- Ga zitten en sterf (1974) VARA (Niederlande), 5 Teile, 190 Minuten, Regie: Klaus Mehrländer, nach dem Roman Nimm Platz und stirb von Hans Gruhl

### Verfilmungen und Drehbücher
- Liebe auf krummen Beinen (1959) Regie: Thomas Engel, Drehbuch: Herbert Reinecker und Utz Utermann nach dem gleichnamigen Roman von Hans Gruhl
- Ich schwöre und gelobe (1959) Regie: Géza von Radványi, Drehbuch: Stefan Olivier, Peter Goldbaum, Hans Gruhl nach einem Roman von Ernst Ludwig Ravius; mit Wolfgang Lukschy (Arztfilm)
- Heute kündigt mir mein Mann (1962) Regie: Rudolf Nussgruber, Drehbuch: Peter Goldbaum, Hans Gruhl; mit Gert Fröbe, Hilde Krahl (Unterhaltungsfilm nach Somerset Maugham)